# Ousmane Sembène
Ousmane Sembène (Ziguinchor, Casamanza, Senegal, 1 de enero de 1923-Dakar, Senegal, 9 de junio de 2007), citado según el estilo francés como Sembène Ousmane, que él parecía preferir como un modo de subrayar la "imposición cultural" de un nombre y su manera personal de oponerse a ello, fue un actor, director, escritor, guionista y activista político senegalés. Está considerado como uno de los autores más importantes de África del siglo XX y "el padre del cine africano". Entre los temas habituales de su filmografía está la historia del colonialismo, los fracasos de la religión, la crítica de la nueva clase política africana y la fuerza de las mujeres africanas. Con su ópera prima La negra (1966), fue el primer cineasta africano en tener éxito fuera de su continente.

## Biografía
Nació en Ziguinchor y a los siete años empezó a ir a la escuela coránica y a la francesa, aprendiendo árabe y francés; su lengua materna es el wólof.
En 1942, entra al ejército francés y en 1946 se instala en Marsella, donde desempeña varios trabajos, sobre todo de estibador y se afilia al Partido Comunista Francés y a la CGT. Además milita contra la guerra en la Indochina francesa y por la independencia de Argelia.
En 1956, publica su primera novela, Le Docker noir (El estibador negro) que relata su experiencia como estibador, en 1957 Ô pays, mon beau peuple (Oh país, mi hermosa gente), en 1960, Les Bouts de bois de Dieu (Los palos de Dios), que relata la huelga de los braceros senegaleses de la línea de ferrocarril entre Dakar y Bamako que pedían tener los mismos derechos que los franceses. 
Comienza a pensar en el cine en 1960, año de la independencia del Sudán francés (más tarde Malí) y de Senegal, cuando viaja por distintas áreas de África :Malí, Guinea, República del Congo, etc. 
En 1961, asiste a la escuela de cine de Moscú y en 1962 realiza su primer cortometraje Borom Sarret, seguido en 1964 por Niaye. Su primer largometraje, La Noire de..., sale en 1964 y recibe el Prix Jean Vigo de ese año, en él hace una crítica social y política con la historia de una joven senegalesa que va a trabajar a Francia, donde la esclaviza una familia hasta el punto de llevarla al suicidio. Su película sobre la burguesía senegalesa Le mandat (1968) fue galardonada con el premio de la crítica de la Mostra de Venecia. 
En 1979, su película Ceddo fue censurada en Senegal por el presidente Léopold Sédar Senghor por una falta de ortografía, aunque más bien seguía una política de no contrariar a las autoridades musulmanas, ya que la película versaba sobre la revuelta de los Ceddos del siglo XVII, pueblo animista. Además la película ataca también contra la llegada a África Occidental el catolicismo y el islam, sobre todo en lo que respecta a la desaparición de las estructuras sociales tradicionales con la complicidad de la aristocracia local. Más tarde en 1988, también censurarían en Francia Le Camp de Thiaroye, film homenaje a tiradores de Senegal.
En 2000, con Faat Kiné, inició una trilogía sobre el "heroísmo cotidiano" cuyas dos primeras obras se consagran a la mujer africana (estaba preparando el tercero La Confrérie des Rats ). El segundo, Moolaadé (2003) aborda el tema de la mutilación genital femenina. La película relata la historia de cuatro niñas que huyen de la escisión y encuentran refugio en una mujer, Collé Ardo (interpretada por la maliense Fatoumata Coulibaly) que les ofrece hospitalidad (moolaadé) a pesar de las presiones del pueblo y de su marido. La película fue galardonada en diversos certámenes cinematográficos como el festival de Cannes y el FESPCO, Festival de Cine en Uagadugú.
El 9 de noviembre de 2006, pocos meses antes de su muerte fue galardonado con la orden de la Legión de Honor de Francia.
En 2015 se estrenó el documental sobre la vida del cineasta: Sembene!

## Filmografía parcial
- 1963: Borom Sarret, cortometraje
- 1963: L'Empire songhay, cortometraje documental
- 1964: Niaye
- 1966: La Noire de... (guion, dirección)
- 1968: Mandabi (guion, dirección)
- 1970: Taaw, cortometraje
- 1971: Emitaï (Dieu du tonnerre) (guion, dirección)
- 1974: Xala (guion, dirección)
- 1976: Ceddo (guion, dirección, actor)
- 1987: Le Camp de Thiaroye (guion, dirección)
- 1992: Guelwaar
- 2000: Faat Kiné
- 2003: Moolaadé (guion, dirección)

## Premios y nominaciones
Festival Internacional de Cine de Cannes
| Año  | Categoría                | Película | Resultado |
| ---- | ------------------------ | -------- | --------- |
| 2004 | Premio Un Certain Regard | Moolaadé | Ganador   |

Festival Internacional de Cine de Venecia
| Año  | Categoría                                         | Película          | Resultado |
| ---- | ------------------------------------------------- | ----------------- | --------- |
| 1988 | Premio especial del jurado                        | Campo de Thiaroye | Ganador   |
| 1988 | Premio New Cinema                                 | Campo de Thiaroye | Ganador   |
| 1988 | Premio UNICEF                                     | Campo de Thiaroye | Ganador   |
| 1992 | Medalla de oro del Presidente del Senado italiano | Guelwaar          | Ganador   |

Entre 1966 con la película La noire de... y 2005 con Moolaadé, Sembène acumuló más de 20 premios y 10 nominaciones otorgados por festivales o instituciones de África, América y Europa. Festivales emblemáticos como los de Berlín, Cannes y Venecia e instituciones como el British Film Institute o Human Rights Watch, reconocieron el valor estético o social de su obra.
El primero de estos reconocimientos, recibido en 1966, fue el Premio Jean Vigo, el cual es reconocido como el impulsor de su carrera, tal y como el propio espíritu del galardón indica.
Entre dichos galardones destacan:
- Premio Jean Vigo, 1966
- Premio Tanit d'Or 1966, Festival de Cartago, por la cinta La noire de...
- Premio Especial del Jurado 1976 del Festival de Cine de Karlovy Vary, por la cinta Xala.
- Premio Honorario por "su contribución al cine" en 1979 en el Festival Internacional de Cine de Moscú
- Premio Akira Kurosawa en 1993 en el Festival Internacional de Cine de San Francisco
- Premio Lifetime Achivement Award 1996 del Festival de cine de Human Rights Watch.
- Premio Especial del Jurado 2004 en el Festival Internacional de Cine de Marrakech

### Obras de Sembène
- 1956: Le Docker noir, (ediciones Présence africaine), 2000, ISBN 2-7087-0293-9
- 1957: Ô pays, mon beau peuple
- 1960: Les Bouts de bois de Dieu
- 1962: Voltaïque
- 1964: L'Harmattan
- 1965: Le Mandat
- 1973: Xala
- 1981: Le Dernier de l'Empire
- 1987: Niiwam, seguido de Taaw (edicionesPrésence africaine)
- "Vehi-Ciosane, ou, Blanche-Genèse : Suivi du Mandat", Ed.: Société Nouvelle Présence africaine, 2000, ISBN 2-7087-0170-3

### Obras sobre Sembène

#### Artículos en publicaciones académicas
- (en francés) V. Natasha E. Copeland , « Pictures in Motion or Motion Pictures: Sembène’s Natural Products Steal the Show » en Études littéraires africaines, n 30, 2010, p. 58-76.
- (en alemán) Pierre Haffner, « Der Widerstandskämpfer: Sembène Ousmane », en Revue pour le cinéma français (CICIM), n.° 27-28, Institut français de Múnich, 1989, p. 76-92 (a partir de una entrevista de 1977).
- (en inglés) Sada Niang et Samba Gadjigo, « Interview with Ousmane Sembene » en Research in African Literatures, 26:3 (otoño 1995), p. 174-178.
- (en francés) « Sembène Ousmane » en CinémAction, n.° 34, 1995.

#### Libros
- (en inglés) Samba Gadjigo, Ousmane Sembène: Dialogues with Critics and Writers, Amherst, University of Massachusetts Press, 1993.
- (en francés) Martin T. Bestman, Sembene Ousmane : Romancier et les fonctions socioesthétiques du roman négro-africain, Université Laval, 1972 (tesis).
- (en francés) Khonde Bonfenda, Le néo-bourgeois de Dakar, d'après Sembene Ousmane, Université de Montréal, 1991 (M.A.).
- (en francés) Marie A. Lanthiez-Schweitzer, Ousmane Sembène, romancier de l'Afrique émergente, University of British Columbia, 1976 (tesis).
- (en inglés) David Murphy, Imagining Alternatives in Film and Fiction - Sembene, Oxford, Africa World Press Inc., 2001.
- (en inglés) Françoise Pfaff, The Cinema of Ousmane Sembène, Nueva York, Londres, 1984.
- (en francés) Sada Niang, Littérature et cinéma en Afrique francophone : Ousmane Sembène et Assia Djebar, Paris, L’Harmattan, 1996.
- (en francés) Ahmed Rufa'i, L'image de la femme africaine dans l'œuvre d'Ousmane Sembene, Université de Sherbrooke, 1983 (M.A.).
- (en francés) Hilaire Sikoumo, Ousmane Semène. Écrivain populaire, L’Harmattan, Paris, 2010, 298 p. ISBN 978-2-296-13331-0.
- (en francés) Paulin Soumanou Vieyra,  Ousmane Sembène : cinéaste. Première période 1962-1971, Paris, Présence Africaine, 1972, 244 p.

#### Números especiales de publicaciones académicas
- (en francés) Africultures, n.° 76, 2009.
- (en francés) Études littéraires africaines, n.° 30, 2010
- (en francés) Présence francophone, n.° 71, 2008.

#### Documentales
- (en francés e inglés) Caméra d'Afrique (1983), dirigido por Férid Bougherid: contiene entrevistas con Sembène y extractos de sus películas; el documental se centra en los primeros años del cine africano tras el proceso de descolonización.[12]
- (en francés e inglés) Sembène! (2015), dirigido por Samba Gadjigo y Jason Silverman: documental sobre la vida y obra de Sembène.[13]